# Přemysl Kubala
Přemysl Kubala (Frýdek-Místek, 16 de diciembre de 1973) es un deportista checo que compite en voleibol, en la modalidad de playa. Ganó una medalla de bronce en los Juegos Europeos de Bakú 2015, en el torneo masculino.

## Palmarés internacional
| Juegos Europeos | Juegos Europeos   | Juegos Europeos   | Juegos Europeos |
| Año             | Lugar             | Medalla           | Pareja          |
| --------------- | ----------------- | ----------------- | --------------- |
| 2015            | Bakú (Azerbaiyán) | Medalla de bronce | Jan Hadrava     |